# Centris chilensis
Centris chilensis är en biart som först beskrevs av Maximilian Spinola 1851.  Centris chilensis ingår i släktet Centris och familjen långtungebin. Inga underarter finns listade.